# Banaidja
Banaidja bifasciata es una especie de araña araneomorfa de la familia Dictynidae. Es la única especie del género monotípico Banaidja.  

## Distribución
Es originaria del Archipiélago de Samoa, donde se encuentra en Upolu y en Savai'i de Samoa y en Tutuila de Samoa Americana.